# Aleuromarginatus nemciae
Aleuromarginatus nemciae là một loài côn trùng cánh nửa trong họ Aleyrodidae, phân họ Aleyrodinae.
Aleuromarginatus nemciae được Martin miêu tả khoa học đầu tiên năm 1999.